# 川越久保町駅
川越久保町駅（かわごえくぼまちえき）は、かつて埼玉県川越市大字川越（現・三久保町17-4）に存在した、西武鉄道大宮線の停留場である。
大宮線の川越側ターミナルに当たる停留場である。
駅の隣接地には、川越電力川越火力発電所が存在し、鉄道に電気を供給する役割を担っていた。

## 駅構造
当初こそプラットホームのみといういかにも「電停」というべき構造であったが、のちに駅前広場と駅舎が整備され、広い構内を持つようになった。
駅舎は木造平屋でホームの頭端部に位置しており、駅舎入口横には売店が併設されていた。ホームは駅舎に向かって1面2線の構造となっていた。ただし後述する通りループ線構造という特殊な構内配線のため、南側の1線のみが乗降に用いられていた。ホームの端に小さな一人便所があった。
内部の詳細は不明であるが公文書には「金庫」「日付スタンプ」など乗車券を販売する駅でなければ存在し得ないような備品が記録されており、駅務室を備えある程度の駅員が常駐する有人駅であったと考えられる。
当時の社員の言によると、待合室には木製のベンチがあり、入り口を入ると右手奥はホームに続く改札口、左手には出札窓口があり、駅務室の入り口は改札を入ったホーム側にあった。金庫については出札係の机の横、北側の壁に南を向いてあり、その金庫の前、つまり部屋の右奥が駅長の机であったそうだ。
構内は車庫が存在し、大宮線の運行拠点であった。ただし全ての車両がここに戻っていたことから、1927年（昭和2年）8月28日の終電後に原因不明の失火によって車両もろとも車庫が焼失、当時保有していた全11両の車両を廃車して王子電気軌道（現在の都電荒川線）から車両を譲り受けざるを得なくなるという災難にも遭っている。
なお、大正末頃の写真で見ると駅前広場には広告や周辺地図の看板類、電話ボックスなどの存在が確認され、中心市街地から少し離れたところにありながらも川越町駅などより市街地に近かったため、ターミナルとしてある程度栄えていたことがうかがえる。

### ループ線
当駅に特徴的な配線が、ループ線構造である。大宮方面から西に進んで来た線路は、そのまま当駅に入らず、駅構内の南東から北へ曲がって北進し、西へ曲がってホームへ入っていた。そしてそのまま西進、構内の北西で南へ曲がって南進し、突き当たった南西の角を曲がって東進、元の線路へと戻って行くラケット形の配線となっていたのである。
このループ線の中、西側の南北線から分岐する形で東へ線路が引き込まれ、そこが車庫および貨物ホームとされていた。このようなループ線を用いた構造の停留場は日本では数少ない例である。

## 歴史
- 1906年（明治39年）4月16日：川越電気鉄道により開業。
- 1914年（大正3年）12月：会社合併に伴い、武蔵水電川越東線の停留場となる。
- 1922年（大正11年）
  - 6月1日：会社分離に伴い武蔵鉄道（後の西武鉄道）の停留場となる。
  - 11月17日：川越東線の線名改称に伴い、大宮線の停留場となる。
- 1927年（昭和2年）
  - 8月28日：原因不明の失火により車両と車庫を焼失、全線運休となる。
  - 9月3日：営業を再開。
- 1940年（昭和15年）12月20日：大宮線休止。
- 1941年（昭和16年）2月25日：大宮線の廃線に伴い廃止となる。

## 廃線後の状況
廃線後も線路をはがされただけでほぼ放置状態で、駅舎やホームに至っては戦後20年近くも経った1960年代まで廃屋として残存していた。
しかし現在では駅の北側が東京電力川越支社の敷地となり、車庫のあった部分は市立中央公民館となっており、面影はない。ループ線部分もそのまま舗装道路となっているが、ごくわずかに公民館の南西部、かつてのループ線の南西角に当たる部分が緩やかなカーブを描いており、元軌道が通じていた名残を留めている。
なお、東京電力ビルの門前には「埼玉県の電灯発祥の地」として川越火力発電所と川越電気鉄道（当線）を顕彰する案内板が建てられている。当駅については簡単な構内図もつけられている。

## 隣の駅
西武鉄道
大宮線
川越久保町駅 - 成田山前駅